# XXXIX. Reserve-Korps (Deutsches Kaiserreich)
Das XXXIX. Reserve-Korps (zeitweilig auch als Armeegruppe Lauenstein bezeichnet) war ein Großverband der Armee des Deutschen Kaiserreiches.

## Geschichte
Am 24. Dezember 1914 wurde Generalleutnant Otto von Lauenstein Führer des neuaufgestellten XXXIX. Reserve–Korps, das zu diesem Zeitpunkt aus der 77. und der 78. Reserve-Division bestand und in Ostpreußen eingesetzt wurde. Während der Winterschlacht an den Masuren war das Korps der 10. Armee unterstellt und im Raum Insterburg versammelt. Die Truppen standen im Zentrum der Armee des Generals  Hermann von Eichhorn und hatten am 9. Februar den Angriff auf Pilkallen zu führen, links war die 78. Division, rechts die 77. angesetzt. Gegen Osten sicherte als rechter Nachbar das XXI. Armee-Korps unter General von Below durch den Vorstoß auf Schirwindt. Links operierte von Gumbinnen aus, das XXXVIII. Reserve-Korps unter von der Marwitz, in Richtung auf die ostpreußische Grenze bei Stallupönen.
Nach einer größeren Aufstockung seiner unterstellten Truppen wurde General von Lauenstein am 22. April 1915 Oberbefehlshaber der Armeegruppe „Lauenstein“' – zunächst bestehend aus der 78. Reserve-Division von der 10. Armee, der 6. Reserve-Division von der 9. Armee, Landwehr-Abteilung Pappritz sowie dem Höheren Kavallerie Kommando unter Manfred von Richthofen mit der bayerischen, sowie der 3. und 6. Kavallerie-Division. Lauensteins Armeegruppe stieß über Schaulen nach Osten vor und konnte bis 8. Mai zusammen mit Marineverbänden Libau einnehmen, wurde danach aber durch russische Gegenstöße aus dem Raum Mitau an der Dubissa in die Verteidigung gedrängt. Nach der Sicherung seiner linken Flanke rückte seine Armeegruppe Ende August 1915 mit der 6., 36. und 78. Reserve-Division über Mitau nach Kurland vor.
Die neu zugeführte 88. Infanterie-Division, die kombinierte Division „Beckmann“, sowie das kurzfristig unterstellte I. Reserve-Korps unter General Kurt von Morgen führten Mitte September den Vorstoß auf Dünaburg. Zum Schutze von Riga wurde die russische Nordfront unter General Russki bedeutend verstärkt, an der Dünalinie erstarrte die Front wieder zum Stellungskrieg. Aus gesundheitlichen Gründen musste Lauenstein am 7. Juli 1916 sein Kommando abgeben.

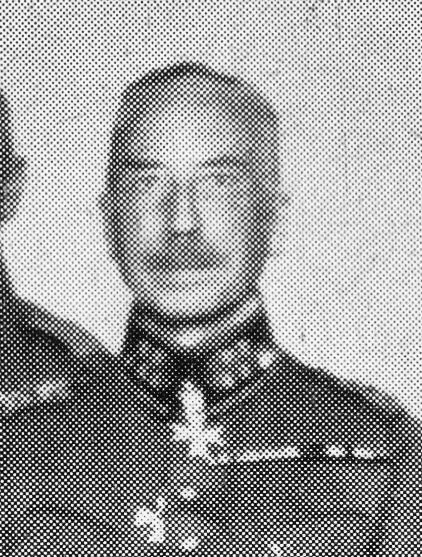
General von Staabs

Sein Nachfolger wurde Generalleutnant Hermann von Staabs. Das Korps kämpfte als Teil der 9. Armee unter dem Kommando von Erich von Falkenhayn gegen Rumänien. Die 9. Armee führte zum Schutze Siebenbürgens einen Gegenangriff durch. Zwischen dem 26. und dem 29. September 1916 bewährte sich das XXXIX. Reserve-Korp in der Schlacht bei Hermannstadt, links durch die k.u.k. 1. Armee und das Kavalleriekorps Schmettow gedeckt, rechts durch den entscheidenden Einsatz der Gruppe Krafft. Danach wandte sich die Armee Falkenhayn gegen die Flanke der östlicher vor der Front der Österreicher stehenden rumänischen 2. Armee. Am 5. Oktober wurden die bereits zurückgehenden Nachhuten der Rumänen im Geisterwald angegriffen und vom 7. bis 9. Oktober im engen Zusammenwirken mit den Österreichern in der Schlacht bei Kronstadt in zähen Häuserkampf zum Rückzug gezwungen. Nach dem Austritt aus dem Gebirgskamm drang das Korps bis Anfang Dezember in Richtung auf Bukarest vor. Zur Jahreswende wurde östlich geschwenkt, an der moldauischen Grenze begann erneut der Stellungskrieg.
Am 3. Dezember 1917 wurde von Staabs zum General der Infanterie ernannt. Das Korps war im Verband der 2. Armee am Unternehmen Michael beteiligt. Vom 17. März bis 22. Mai 1918 war von Staabs kommissarisch Führer des XIII. (Königlich Württembergisches) Armee-Korps. Generalleutnant Paul Grünert wurde vorübergehend mit der Führung des XXXIX. Reserve–Korps beauftragt. Hermann von Staabs übernahm das Korps wieder am 22. Mai 1918 und führte es in den  Herbst hinein bei den Kämpfen an der Westfront.
Noch im Oktober 1918 auf den Balkan verlegt übernahm es die Führung des Rückzuges deutscher Verbände aus Serbien, zuletzt unterstellt waren dabei das Alpenkorps und die 219. Infanterie-Division.

## Gliederung 1914
Das Korps wurde im Zug der zweiten großen Neuaufstellung im Kriegswinter 1914 gebildet und war zu Beginn der 10. Armee unterstellt. Es war wie folgt gegliedert:
77. Reserve-Division
- 77. Reserve-Infanterie-Brigade
  - Reserve-Infanterie-Regiment Nr. 255
  - Reserve-Infanterie-Regiment Nr. 256
  - Reserve-Infanterie-Regiment Nr. 257
  - Reserve-Radfahrer-Kompanie Nr. 77
  - Reserve-Kavallerie-Abteilung Nr. 77
- 77. Reserve-Feldartillerie-Brigade
  - Reserve-Feldartillerie-Regiment Nr. 59
  - Reserve-Feldartillerie-Regiment Nr. 60
  - Reserve-Pionier-Kompanie Nr. 78
  - Reserve-Pionier-Kompanie Nr. 79

78. Reserve-Division
- 78. Reserve-Infanterie-Brigade
  - Reserve-Infanterie-Regiment Nr. 258
  - Reserve-Infanterie-Regiment Nr. 259
  - Reserve-Infanterie-Regiment Nr. 260
  - Reserve-Radfahrer-Kompanie Nr. 78
  - Reserve-Kavallerie-Abteilung Nr. 78
- 78. Reserve-Feldartillerie-Brigade
  - Reserve-Feldartillerie-Regiment Nr. 61
  - Reserve-Feldartillerie-Regiment Nr. 62
- Reserve-Pionier-Kompanie Nr. 80

## Kommandierender General
| Dienstgrad             | Name                | Datum                                                       |
| ---------------------- | ------------------- | ----------------------------------------------------------- |
| Generalleutnant        | Otto von Lauenstein | 24. Dezember 1914 bis 7. Juli 1916                          |
| Generalleutnant        | Hermann von Staabs  | 07. Juli 1916 bis 16. März 1918                             |
| Generalleutnant        | Paul Grünert        | 16. März 1918 bis 22. Mai 1918 (mit der Führung beauftragt) |
| General der Infanterie | Hermann von Staabs  | 22. Mai 1918 bis Kriegsende                                 |